# Kuopsuvaara
Kuopsuvaara är en kulle i Finland.   Den ligger i den ekonomiska regionen  Fjäll-Lappland  och landskapet Lappland, i den norra delen av landet, 900 km norr om huvudstaden Helsingfors. Toppen på Kuopsuvaara är 391 meter över havet.
Terrängen runt Kuopsuvaara är huvudsakligen platt.  Trakten runt Kuopsuvaara är nära nog obefolkad, med mindre än två invånare per kvadratkilometer. Det finns inga samhällen i närheten. 